# Epeus bicuspidatus
Epeus bicuspidatus är en spindelart som först beskrevs av Song D., Gu M., Chen Z. 1988.  Epeus bicuspidatus ingår i släktet Epeus och familjen hoppspindlar. Inga underarter finns listade i Catalogue of Life.